# Barqa (Naplouse)
Pour les articles homonymes, voir Barqa.
Barqa (arabe : بُرقه) est un village palestinien situé à 18 km au nord-ouest de la ville de Naplouse dans le Gouvernorat de Naplouse au nord de la Cisjordanie.
Selon le bureau palestinien des statistiques, Barqa avait une population de 4 030 habitants mi-2006.